# USS Philippine Sea (CG-58)
Pour les autres navires du même nom, voir USS Philippine Sea.
L’USS Philippine Sea (CG-58) est un croiseur de classe Ticonderoga appartenant à l’United States Navy. Son nom fait référence à la bataille de la mer des Philippines pendant la Seconde Guerre mondiale.

## Historique
Il sert notamment dans la guerre d'Afghanistan.
Les cendres de l'astronaute Neil Armstrong ont été dispersées en mer à partir de ce navire le 14 septembre 2012.
Il participe dans la nuit du 22 au 23 septembre 2014 à la première vague d'opérations aériennes de la coalition internationale en Syrie en lançant une partie des 47 BGM-109 Tomahawk utilisée à cette occasion.